# Haliclona macropora
Haliclona macropora är en svampdjursart som först beskrevs av Thiele 1905.  Haliclona macropora ingår i släktet Haliclona och familjen Chalinidae. Inga underarter finns listade i Catalogue of Life.